# Wypychów (Zgierz)
Pour les articles homonymes, voir Wypychów.
Wypychów est une localité polonaise de la gmina et du powiat de Zgierz en voïvodie de Łódź.